# وهم كابجراس
وهم كابجراس أو وهم كابغرا (بالإنجليزية: Capgras delusion)‏ أو متلازمة كابجراس هو اضطراب يصاب به الشخص بحيث يتوهم أن صديقه أو زوجته أو والديه أو أي شخص قريب من العائلة (أو حيوانه الأليف) استبدلهم شخص محتال يشبههم بمظهرهم. يصنف مرض وهم كابجراس من متلازمة عدم التعرف الوهمية وهي نوع من المعتقدات الوهمية والتي تتضمن عدم التعرف على الأشخاص أو الأماكن أو الأجسام (عادة غير مقترنة). قد يكون حاداً أو مؤقتاً أو مزمناً.
يحدث هذا الوهم عادة لدى المرضى المصابين بداء الفصام العظمي وقد يظهر على المرضى اللذين يعانون من إصابة بالدماغ ومرض الجنون. ويظهر غالباً عند أفراد لديهم مرض الاعصاب، خاصةٌ كبار السن. كما عرف أنها تحصل أيضا لرابطة المصابين بداء السكري ومن يعانون نوبات الصداع النصفي. في إحدى حالات المرض المنعزلة يكون وهم كابجراس موقتاً لاسباب صحية كتنأول مخدرات الكيتامين. ويحدث أكثر للإناث من نسبة الذكور: الإناث 3:2

## العلامات والأعراض
فيما يلي تقرير عن حالتين تعتبر مثالاً على مرض وهم كابجراس في اعداد الطب النفسي
السيدة د تبلغ من العمر 74 عاماً، متزوجة وربة منزل أخرجت مؤخرا من أحد المستشفيات المحلية بعد زيارتها الأولى إلى القبول النفسي باحثة عن رأي ثان ليقيم حالتها. وفي وقت سابق في هذا العام الذي تقبلت فيه حالتها، تلقت تشخيص مرض الهوس بسبب اعتقادها أن زوجها استبدل برجل اخر. فرفضت النوم مع هذا الشخص المحتال مقفلةُ باب غرفتها ليلاً. وقد طلبت من ابنها باحضار مسدس وأخيراً تحاربت مع رجال الشرطة خلال عدة محأولات فادخلوها للمستشفى. وأحياناً تعتقد ان زوجها هو ابوها المتوفي من مده طويلة. ومن السهل عليها التعرف على باقي أفراد الأسرة ولا تستطيع التعرف على زوجها فقط.
 
ديانس، تبلغ من العمر 28 عاما، عزباء، شهدت في تقييم برنامج مستشفى وهذا بعد تقبلها الثالث لمرضها النفسي في الخمس سنوات السابقة. كانت خجولة جداً وعندما بلغت سن 23 خضعت لفحص بواسطة طبيب اخصائي، وبدأت تشعر بالقلق حيال ان الطبيب قد الحق بها الأذى ولا تستطيع التحمل. قد تتحسن حالة المريض ببعض العلاجات المضادة للذهان ولكنها رفضت العلاج بتاتاً. وبعد مرور ثمان أشهر بدأت تظهر حالة الهذيان عليها بحيث ظنت انه قد يمكن للرجال باستبدال شخصياتهم بشخص جيد أو بشخص سيء. فيعد تشخيصهم لحالتها أنها تندرج من ضمن انفصام وهم كابجراس.

## العلاج
العلاج الفردي هو الأنسب لمرضى وهم كابجراس. فمرضى هذا الوهم بحاجه للعناية والتحقيق من صحتهم بشكل مستمر. وتشمل التقنيات الادراكية اختبار الحقائق واستخدامها. فقد تنجح في استخدام العقاقير والمهدئات وغيرها بعلاجهم.